# رايت ناو (نا نا نا)
رايت ناو Right Now (تعرف عادة ب"رايت ناو نا نا نا,إنكليزية(Right Now (Na Na Na) هي إحدى أغاني المغني الأمريكي إيكون ضمن ألبومه الثالث "فريدم" (Freedom) تم طرحها ضمن التوب 40 الأمريكي بتاريخ 23 سبتمبر 2008. و قد تم طرح فيديو الكليب الخاص بها بتاريخ 3 نوفمبر 2008م. وتعتبر هذه الاغنية من أفضل أغاني أكون .